# Pain Hustlers - Il business del dolore
Pain Hustlers - Il business del dolore (Pain Hustlers) è un film del 2023 diretto da David Yates.

## Trama
2011. Liza Drake, lasciato il marito, si è trasferita a vivere nell'ampio garage della casa della sorella, nella Florida centrale, insieme alla figlia Phoebe.
Perso senza rimpianti il lavoro di ballerina sexy in un locale, per essere accorsa alla scuola della figlia protagonista di una bravata che le è costata tre giorni di sospensione, Liza sbotta di fronte alla sorella che la giudica e la mal sopporta, e va a vivere in un motel. Data la disperata situazione economica, richiama Pete Brenner, un cliente del bar che ne aveva intuito delle capacità proponendole un lavoro.
Liza si presenta così alla Zanna, una piccola azienda farmaceutica sull'orlo del fallimento, dove Pete che crede in lei, le falsifica il curriculum presentandola al capo, il dr. Jack Neel, presso il quale lei fa buona impressione anche per la sua avvenenza, venendo sorprendentemente assunta. In pratica le vengono dati cinque giorni di tempo perché ottenga una ricetta di un medico che prescriva il Lonafen, oppioide antidolorifico a base di Fentanyl per la cura di malati oncologici dall'effetto molto più rapido degli altri medicinali in circolazione.
A rendere difficilissima la cosa sono i rapporti tra i medici e le grandi case farmaceutiche, che sanno essere molto persuasive al di là della bontà dei loro prodotti. 
Spronata da Pete, Liza, dopo cocenti delusioni, riesce in maniera anche fortunosa a strappare al dr. Lydell una ricetta. L'effettiva bontà del prodotto, con la spregiudicatezza di Pete e il talento di Liza, determinano una scalata clamorosa della società nell'olimpo delle aziende farmaceutiche, fino alla quotazione in borsa.
Liza, diventata ricca in un attimo, può permettersi un tenore di vita per sé e per sua figlia di gran lunga migliore. Su desiderio della madre, assume la stessa tra le promotrici della casa farmaceutica.
Quando l'ascesa della società si stabilizza, il suo capo, anziché accontentarsi della fetta di mercato guadagnata, spinge per un'espansione, che può avvenire solo con prescrizioni di Lonafen a malati non oncologici. La cosa è illegale e Liza è contrarissima. Quando poi la figlia richiede delle cure mediche particolari, Liza chiede un aiuto al dr. Neel che le viene negato. La ragazzina verrà poi operata secondo quanto coperto dal piano assicurativo e se la caverà, ma per Liza la rottura è prossima, e diventa definitiva quando scopre che alcuni pazienti, di sua conoscenza, sono morti per overdose da Lonafen.
Denuncia le pratiche scorrette alle autorità competenti e si presta per incastrare i vertici della ditta. Il dr. Neel parrebbe inattaccabile ma poi è grazie a una relazione intercorsa con la madre che si trovano le prove per incastrare anche lui.
La parabola della Zanna inc. finisce con l'arresto di tutti i suoi vertici e anche Liza, nonostante la sua collaborazione, deve scontare 15 mesi di prigione.
Al termine di questi mesi di prigionia Liza si ritrova impegnata in un'attività di promozione di prodotti cosmetici creati da sua madre. Ad aiutarla ci sono gran parte dei venditori che lei stessa aveva assunto e formato alla Zanna.

## Produzione

### Sviluppo
Nell'agosto 2021, Sony Pictures ha annunciato lo sviluppo di un film senza titolo diretto da David Yates e scritto da Wells Tower, basato sull'articolo di Evan Hughes sul The New York Times, The Pain Hustlers, del 2 maggio 2018 e il suo il libro successivo, The Hard Sell, pubblicato nel gennaio 2022. È una coproduzione tra Gray Matter Productions e Wychwood Pictures.
Nel maggio 2022, Emily Blunt si è unita al cast e Netflix ha acquisito il film, intitolato Pain Hustlers, con un accordo del valore di almeno 50 milioni di dollari. A luglio, Chris Evans si è unito alla produzione come protagonista. Ad agosto, Andy Garcia, Catherine O'Hara, Jay Duplass e Brian d'Arcy James sono stati aggiunti al cast.

### Riprese
Le riprese si sono tenute ad Atlanta, Savannah e a Miami tra agosto ed ottobre 2022.

## Distribuzione
La pellicola è stata presentata in anteprima mondiale al Toronto International Film Festival l'11 settembre 2023.
È uscito in sale selezionate negli Stati Uniti il 20 ottobre 2023 ed è stato distribuito da Netflix il 27 ottobre 2023.

### Edizione italiana
La direzione del doppiaggio è di Marco Guadagno.